# 伊萬尼夫卡 (切爾尼戈夫區)
51°22′34″N 31°16′50″E / 51.37611°N 31.28056°E

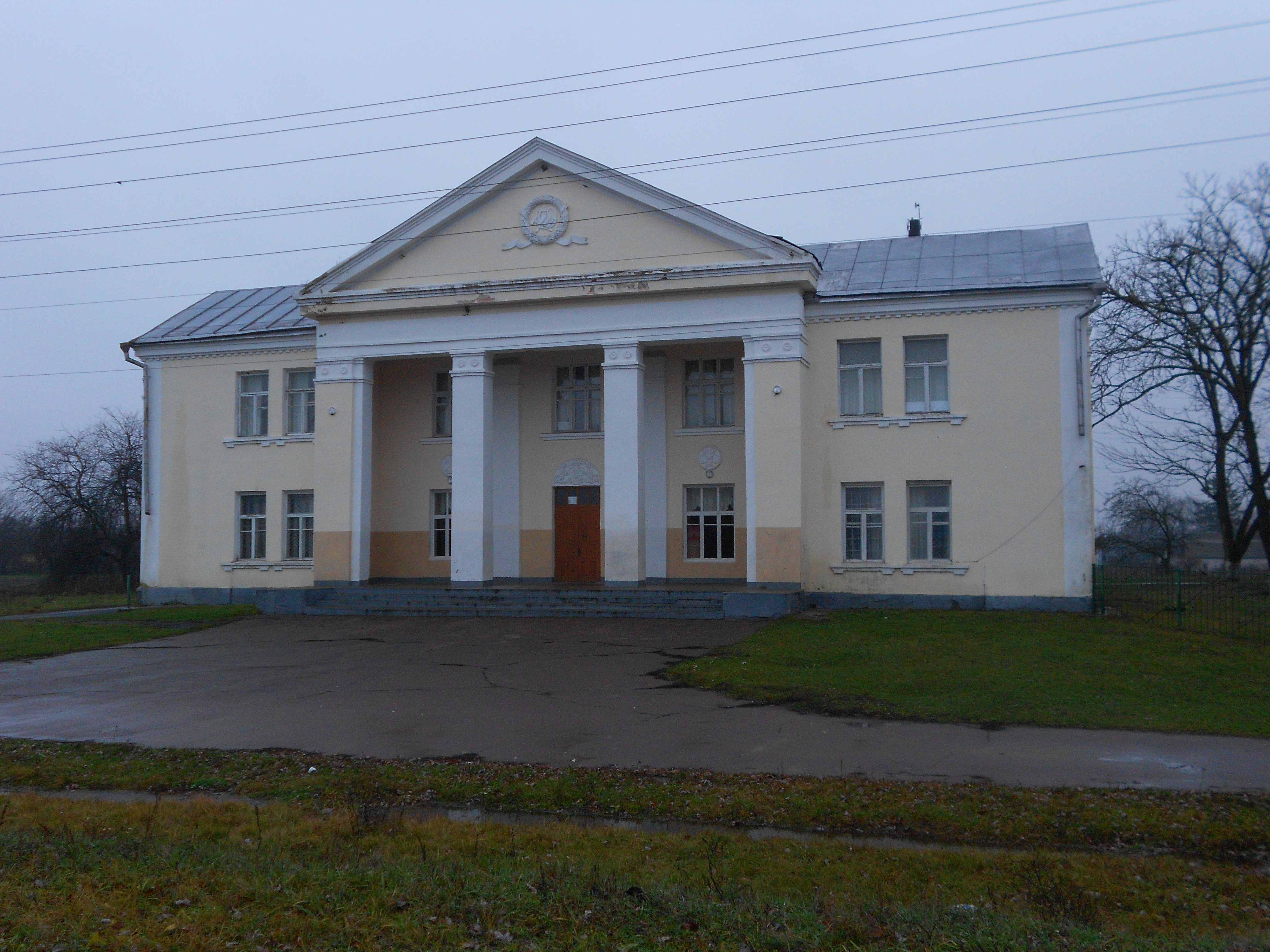
伊萬尼夫卡

伊萬尼夫卡（烏克蘭語：Іванівка）是位於烏克蘭北部的村莊，由切爾尼戈夫州切爾尼戈夫區的伊萬尼夫卡市鎮負責管轄。該村始建於1635年，面積3.16平方公里，海拔高度113米，2024年人口1,487人，人口密度每平方公里561.3人。